# Dmitri Gáyev
Dmitri Vladímirovich Gáyev (en ruso: Дмитрий Владимирович Гаев; 21 de octubre de 1951 - 27 de octubre de 2012) fue un funcionario civil ruso que fue jefe del Metro de Moscú.

## Biografía
En 1973 se graduó en el Instituto de Moscú de Ingenieros de tren en 1986 - el Instituto de Moscú de Gestión, y en 1989 - la Escuela Superior del Partido. 
De 1981 a 1982 fue ingeniero jefe del Ministerio de Ferrocarriles. 
En 1982 se hizo instructor Sokolniki del comité de distrito del PCUS desde 1986 - un instructor y consultor para el comité de la ciudad de Moscú del PCUS. 
De 1990 a 1995 trabajó como primer jefe adjunto del Metro de Moscú. El 25 de diciembre de 1995 fue nombrado jefe del Metro de Moscú. 
Desde 2001 Dmitry Gaiev es el diseñador general del proyecto "Tarjeta Social de Moscovita. Fue aprobado por la posición de acuerdo con la orden del Gobierno de Moscú 585-RP de fecha 29 de diciembre de 2001. 
En 2002, DV Gaiev fue elegido presidente de la Asamblea de Metro Unión Internacional de Transporte Público. Se fue en 2011.